# رومن لیبیوک
رومن لیبیوک (انگلیسی: Roman Leybyuk؛ زادهٔ ۱۶ ژانویهٔ ۱۹۷۷) ورزشکار، و اسکی‌باز صحرانوردی اهل اوکراین است. وی همچنین از اسکی‌بازان اسکی صحرانوردی در بازی‌های المپیک زمستانی ۲۰۰۲ تا ۲۰۱۰ بوده است. 